# Siedlung Heerstraße

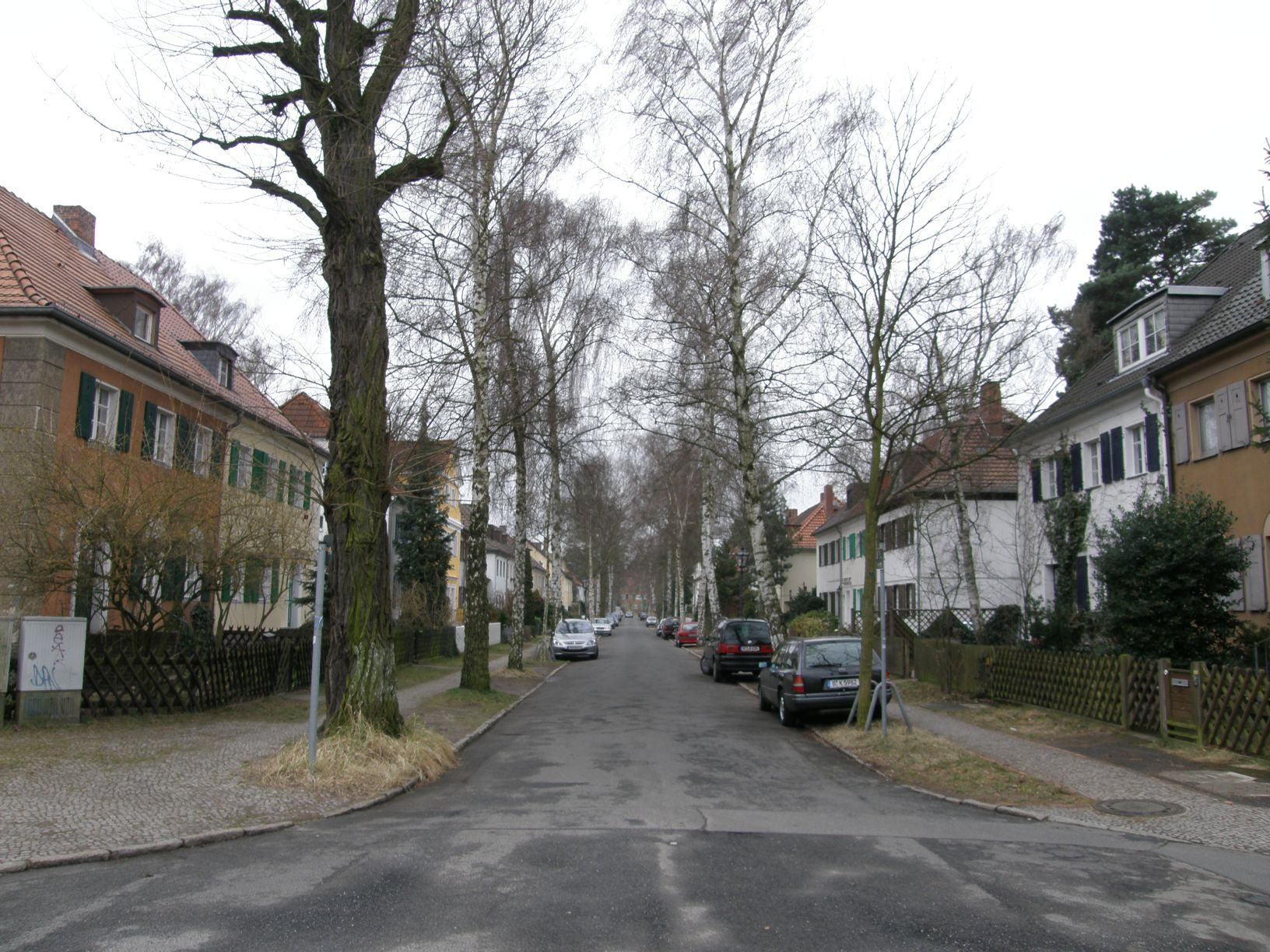
Kurländer Allee mit der typischen Doppelhausbebauung der Siedlung Heerstraße

Die Siedlung Heerstraße ist eine Ortslage des Berliner Ortsteils Westend im Bezirk Charlottenburg-Wilmersdorf. Die Siedlung liegt zwischen der Heerstraße im Norden, der Siedlung Eichkamp im Osten und ist im Westen im Wesentlichen durch den Grunewald begrenzt. Die Waldschulallee bildet die Südgrenze.
Die Siedlung ist hauptsächlich mit Reihen- und Doppelhäusern bebaut und zeichnet sich durch den reichlich erhaltenen Baumbestand (hauptsächlich Kiefern) aus. Durch diesen und die schmalen Siedlungsstraßen bewahrt sie sich am Rande der westlichen City Berlins eine ländliche Atmosphäre. Gleichzeitig hat sie eine sehr gute Verkehrsanbindung über den S-Bahnhof Heerstraße, an dem neben der S-Bahn auch mehrere Buslinien halten.
In unmittelbarer Nähe befinden sich zahlreiche Sportplätze, unter anderem das Mommsenstadion, in dem Tennis Borussia Berlin und der SC Charlottenburg trainieren. An der Waldschulallee liegt auch die Sportstätte der Technischen Universität Berlin.

## Geschichte
Die ältesten Häuser im Bereich der heutigen Siedlung stammen bereits von 1909. Es handelt sich hierbei um Häuser in der Boyenallee 1a–4, die von der Preußischen Staatsbahn direkt am Bahnhof Heerstraße errichtet wurden.
Den ersten Bebauungsentwurf für die Anlage einer Gartenstadt zwischen den Vorortbahnhöfen Heerstraße, Eichkamp und Grunewald fertigte Max Taut 1919 für die Märkische Heimstätten GmbH an. Dieser wurde jedoch nicht ausgeführt, da es zu viele Teilhaber und zu starke Eingriffe in den Dauerwald (Jagen 79 und 80 im Grunewald) gab.
1919 wurde mit Beteiligung der Stadt Charlottenburg die Gemeinnützige Baugesellschaft Berlin-Heerstraße gegründet um Wohnraum für städtische Beamte und Lehrer zu schaffen. Ein neuer Bebauungsplan, der nur noch den nördlichen Teil der von Taut beplanten Fläche zur Bebauung vorsah, wurde für die Baugesellschaft von Bruno Möhring erstellt. Dieser Entwurf sah etwa 200 Siedlungshäuser vor und wurde ab 1920 vom Charlottenburger Tiefbauamt umgesetzt. Im Herbst 1920 begann die Straßenanlage in der zukünftigen Siedlung Heerstraße und bis 1926 wurden 229 Häuser (meist Doppelhaushälften) errichtet. 
Der südöstliche Teil der Marienburger Allee (Nrn. 31–43) wurde erst zwischen 1935 und 1937 privat bebaut. In der Marienburger Allee 43 wohnte Karl Bonhoeffer und während seiner Berlin-Aufenthalte auch dessen Sohn Dietrich Bonhoeffer. Heute befindet sich in dem ehemaligen Wohnhaus der Bonhoeffers die Erinnerungs- und Begegnungsstätte Bonhoeffer-Haus.
Im Dezember 1921 gründeten die ersten Bewohner die Interessengemeinschaft Siedlung Berlin-Heerstraße e. V. Dieser Verein ist somit einer der ältesten Siedlungsvereine Deutschlands. Seinerzeit war die wichtigste Aufgabe die Nachbarschaftshilfe bei der Siedlungserrichtung. Heute kümmert sich der Verein um Erhalt und Pflege der Siedlung, die seit 1995 als Gesamtanlage unter Denkmalschutz steht.

## Prominente Bewohner
- Dietrich Bonhoeffer, Theologe und Widerstandskämpfer, Marienburger Allee 43
- Karl Bonhoeffer, Psychiater und Neurologe, Marienburger Allee 43
- Hans von Dohnanyi, Jurist und Widerstandskämpfer, Marienburger Allee 43
- Gustav Fröhlich, Schauspieler, Kurländer Allee 1
- Eugen Gerstenmaier, Theologe und Politiker, Kurländer Allee 3
- Lilian Harvey, Schauspielerin, Kurländer Allee 55
- Fritz Jöde, Musikpädagoge, Soldauer Allee 19
- Rüdiger Schleicher, Jurist und Widerstandskämpfer, Marienburger Allee 42